# La Máquina
«La Máquina» es el apelativo de una formación del Club Atlético River Plate, ganadora de diez títulos oficiales durante la década de 1940, que es comúnmente considerada por la prensa especializada como el mejor equipo de su época, una de las más notorias en la historia del fútbol mundial y la mejor del fútbol argentino.
Por su estilo de juego, muchas veces se la cataloga como pionera en la práctica del denominado fútbol total, y el antecesor sudamericano de la selección húngara de los años 50', y «La Naranja Mecánica» neerlandesa, de los 70'.
Se recuerda particularmente de aquel equipo a la delantera compuesta por Juan Carlos Muñoz, José Manuel Moreno, Adolfo Pedernera, Ángel Labruna y Félix Loustau, aunque también fueron asiduos titulares en distintas etapas los atacantes Aristóbulo Deambrossi, Carlos Peucelle, Alberto Gallo y Renato Cesarini, además de producirse en ese periodo los debuts de unos jóvenes Alfredo Di Stéfano y Amadeo Carrizo.

## Historia

### Antecedentes
De los jugadores que conformarían aquel equipo, muchos ya tenían un tiempo en la Primera División, ya sea en el plantel de River o en otro club.

En la alineación que precede al histórico equipo debutante en 1941 se encontraban jugadores de la talla de Bruno Rodolfi, quien debutó en 1931 con Gimnasia de Mendoza y pasó al millonario en 1934; José Manuel Moreno, Ricardo Vaghi y Adolfo Pedernera, quienes surgieron en el club e hicieron lo propio en 1935; Norberto Yácono y Ángel Labruna, quienes también son fruto de las inferiores (Yácono se estrenó en 1938, Labruna un año después), y finalmente Juan Carlos Muñoz, quien llegó a River desde Dock Sud en 1939. 

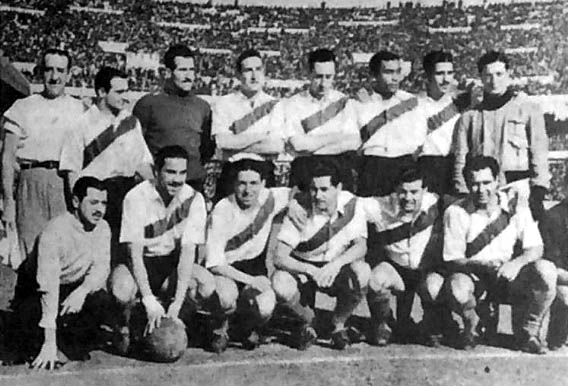
Alineación de River el 1 de junio de 1941, previo al debut de La Máquina: Arriba: Yácono, Julio Barrios, Vaghi, Rodolfi, Avelino Cadilla y José Ramos. Abajo: Moreno, Labruna, Pedernera, Aristóbulo Deambrossi y Carlos Peucelle.

El entrenador, Renato Cesarini, se había retirado en River previo a tomar las riendas del equipo, tras ganar cuatro títulos en el club como jugador. Dirigió al plantel durante 1939, y tras una franja de tiempo en el cual fue reemplazado por Franz Platko, volvió en 1940 para ser nuevamente el conductor técnico del equipo, ideando el buen juego que caracterizó siempre a la institución.

### Comisión del equipo (1941-1942)

#### Debut extraoficial
En la mañana del 14 de septiembre de 1941, River vence por 2-1 a Rosario Central con los goles de Labruna y Roberto D'Alessandro. Este último, que actuaba como el punta del equipo comandado por Cesarini, sufre una lesión que lo marginaría por un tiempo de las canchas.
En necesidad de un reemplazo, y con motivo de disputar la fecha 25 del peleado Campeonato de Primera División —San Lorenzo no cedía distancia en la tabla—, haría su debut en el centro del ataque Adolfo Pedernera, de 23 años.
El equipo, con Pedernera actuando como número 9 atrasado, golearía 4 a 0 en condición de visitante a Independiente, con tres goles del mencionado delantero. El entrenador del conjunto millonario en aquel entonces, a instancias de Carlos Peucelle, lo ubicó como centrodelantero en la línea de cinco atacante por primera vez, cuando anteriormente se desempeñaba como wing izquierdo.
Este hecho marca el inicio de la época, aunque aún no acuñada como tal, conocida como La Máquina, del Club Atlético River Plate.
Pedernera, a partir de entonces, sería el conductor del equipo. Su labor consistiría en bajar desde su falsa posición de nueve hasta el centro de la cancha para desarrollar el juego, ayudado por el ya consagrado José Manuel Moreno, quien años atrás había pasado a jugar de "ocho" todoterreno, y dejándole su antiguo rol de "diez" a un veloz Ángel Labruna, quien era capaz de aprovechar los espacios libres para recibir los pases en corto y definir.
El desarrollo del partido también contó con los atacantes riverplatenses Juan Carlos Muñoz y Aristóbulo Deambrossi (este último ocupó el lugar vacante de wing). En sus funciones de ala —derecho e izquierdo respectivamente—, Muñoz marcó el 3-0 parcial con asistencia de Deambrossi, y este último también centró dos veces la pelota a Pedernera, que cabeceó a gol ambas para abrir y sellar el marcador.

#### Cuatro títulos en una temporada
River, que por ese entonces se disputaba el título con San Lorenzo, vencería en cuatro de las últimas cinco jornadas —con goleada histórica por 5-1 incluida en el Superclásico—, y añadido al empate como visitante ante dicho competidor, se acuñó la conquista del primer título de La Máquina. El máximo anotador de aquel título para el conjunto millonario fue Moreno con catorce, seguido cercanamente por Pedernera con trece.
En su condición de campeón, clasificaría a las copas Adrián C. Escobar, Ibarguren, y Aldao.
A una semana de terminado el torneo, River disputa la segunda edición de la Copa Escobar entrando desde semifinales, favorecido por su carácter de campeón vigente de la Primera División. Con dos goles de Ángel Labruna ante San Lorenzo, y un gol de Roberto D'Alessandro en la final ante Huracán, conquista su segundo título.

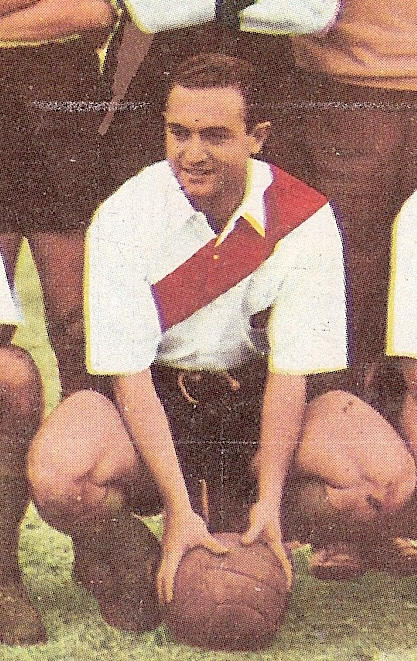
D'Alessandro c. 1941.

Arrancando el año 1942, River obtiene la Ibarguren, goleando a Newell's Old Boys con tantos de Pedernera, Labruna de penal, y D'Alessandro, para a fines de año, ganar también la Copa Aldao. En esta ocasión, se jugaría a dos partidos, y el global favorecería al conjunto argentino por sobre su similar uruguayo Nacional, tras un contundente 6-1 en casa que derivó en título tras el empate a uno en la vuelta. Los anotadores serían Labruna con cuatro goles —tres en la ida, uno en la vuelta— y D'Alessandro con el hat-trick restante.

#### Campeonato de 1942 y nacimiento de la famosa línea de ataque
Arrancada la nueva temporada, River hilvana siete encuentros consecutivos sin perder durante el Campeonato, para un total de 24 por liga, y 27 en todas las competiciones desde junio del año anterior, al momento de arribar a la octava fecha. Frente a Chacarita Juniors, River prolonga su racha invicta tras ganar 6-2 en condición de visitante, con dos goles de Labruna y Pedernera, uno de Moreno, y el restante en contra.

Sin embargo, aquel 7 de junio se produce un hecho más reconocido que el propio resultado: se refiere por primera vez a aquel equipo como «La Máquina» el importante periodista deportivo uruguayo Borocotó, de la revista El Gráfico.
Jugó como una máquina el puntero.
Dos fechas después, el 28 de junio, recibe a Platense y lo vence por la mínima con gol de Moreno. Finalmente, se produce el debut de la famosa delantera, y de Félix Loustau, quien provenía de las inferiores de Racing Club.

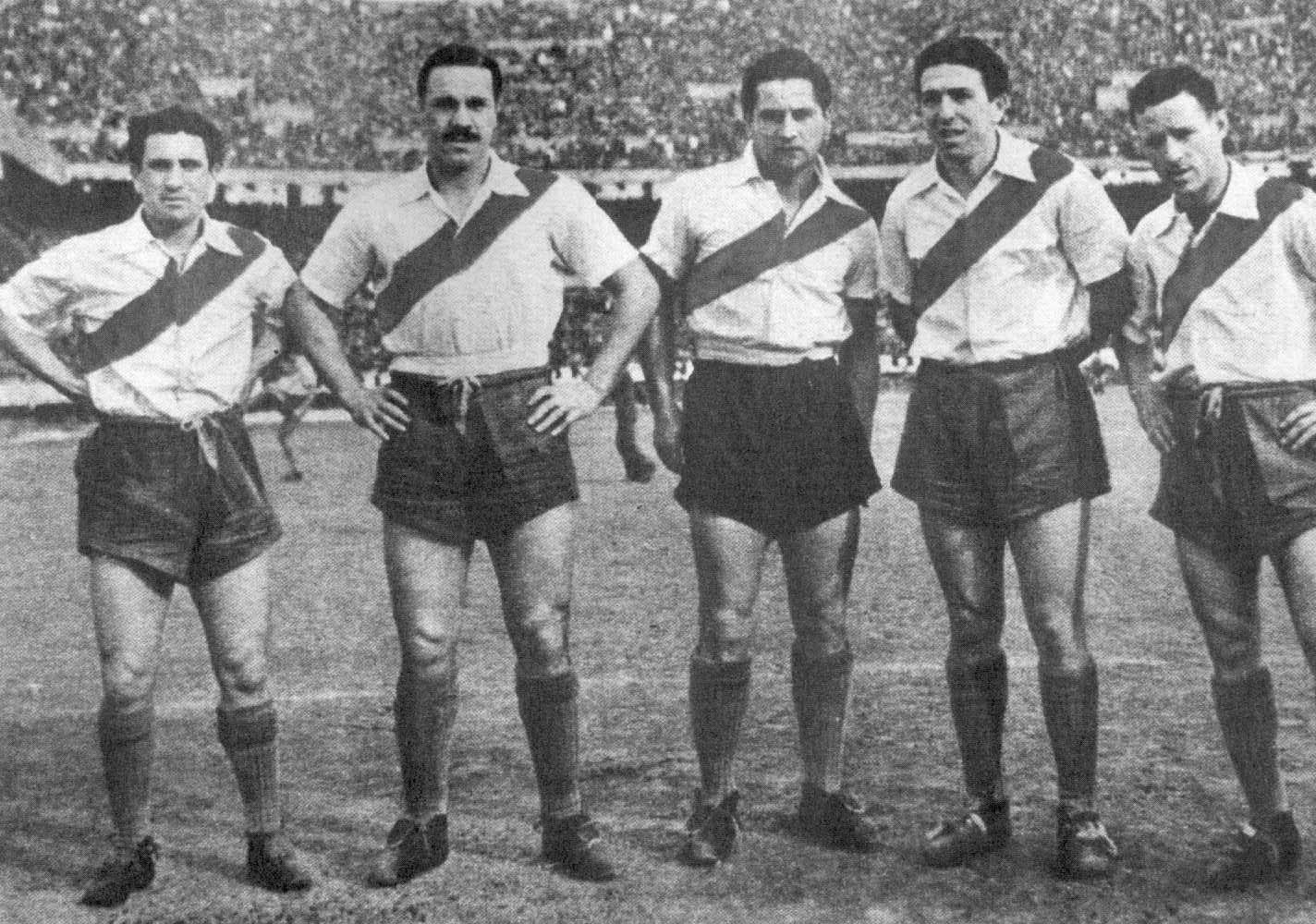
De izquierda a derecha: Muñoz, Moreno, Pedernera, Labruna y Loustau.

River terminaría coronándose campeón del torneo, con una actuación holgada: se dio tres fechas antes del cierre del mismo, finalizó como el equipo más anotador y, a su vez, el menos goleado. El tributante máximo de aquella carga goleadora fue Pedernera, con 23 goles, que se posicionó asimismo como el tercer máximo goleador del torneo. 

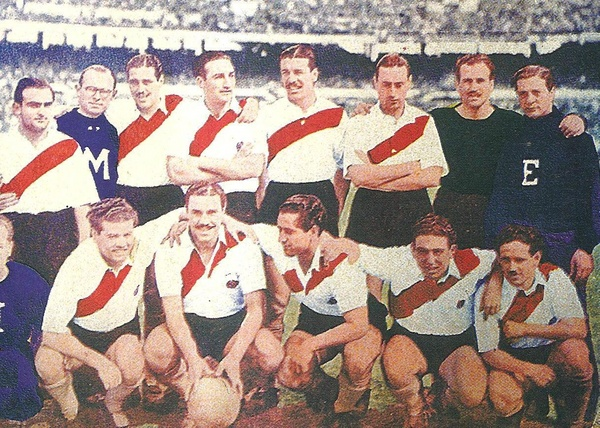
El equipo que saltó a la cancha de Boca el día de la consagración.

También sería histórico el día, un 8 de noviembre, al celebrarse la consagración en cancha de Boca: tras ir perdiendo 2-0, Pedernera marca dos goles en el segundo tiempo y dictamina la vuelta olímpica en terreno del máximo rival.
En ese mismo año también lo eliminó en semifinales de la Copa Escobar de 1942, pero en aquella ocasión perdería la final frente a Huracán.

### Años de vacas flacas (1943-1944)

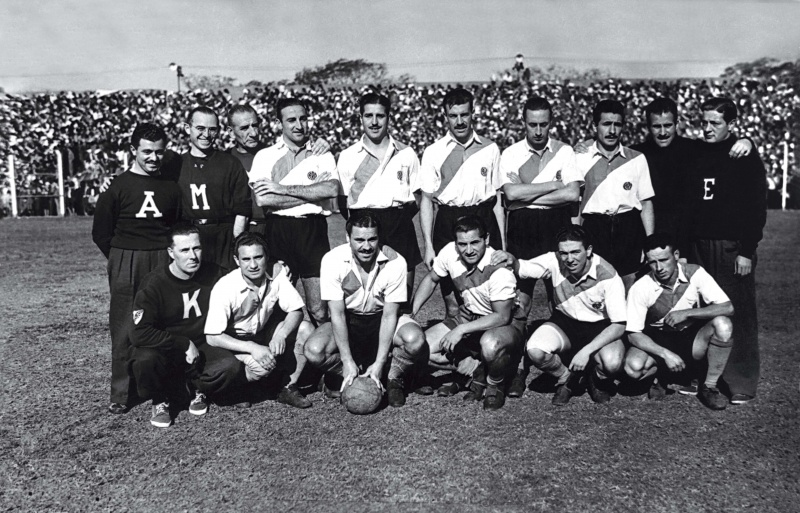
Una formación de La Máquina en 1943: Vaghi, Ramos, Luis Ferreyra, Rodolfi, Armando Díaz y Barrios; Muñoz, Moreno, Pedernera, Labruna y Loustau.

En 1943, nuevamente en condición de campeón, River disputa la Copa Ibarguren de 1942 ante la selección de la Liga Cordobesa, goleando por 7-0 con una exhibición del quinteto atacante, quienes se reparten los siete tantos. Aquella vez, sin embargo, Deambrossi reemplazó a Muñoz en la banda derecha.
Un equipo del clásico rival surgiría para batallarle en la liga local, ámbito donde el millonario se venía manteniendo imperante. Si bien vencería en el primer partido mano a mano 3-1, caería en el desquite por la mínima y finalmente el título se balancearía a favor de Boca en la última fecha por un punto. Labruna fue el máximo goleador de aquel equipo, y también de la disputa, con 23 goles en total.
Al año siguiente se produce la baja de José Manuel Moreno, que abandona el equipo para marcharse a jugar al Real España de México, impulsado tras un conflicto entre el jugador y la dirigencia millonaria. Aquella delantera ya encadenaba varios partidos jugando en conjunto, manteniéndose invicta con ocho victorias y cuatro empates, y en lo más alto del Campeonato, ya a mitad de temporada. Su última fúncion, hasta el regreso del Charro para 1946, se produciría un 2 de julio, con victoria 2-1 sobre San Lorenzo. 
River, tras la pérdida de Moreno, aligera su rendimiento, y repitiéndose la misma fórmula que en 1943, nuevamente el título queda en manos del clásico rival. Durante esta etapa se disputaron el lugar vacante varios jugadores, entre ellos Mario Morosano, Joaquín Martínez y Alberto Gallo, quien finalmente se afianza mejor en el puesto. El máximo aportador en tantos fue nuevamente Labruna con 25 festejos, quien se quedó a las puertas de compartir con Atilio Mellone la distinción de máximo goleador.

### 1945: «Los caballeros de la angustia»
De cara al Campeonato de 1945, Carlos Peucelle toma las riendas del equipo en reemplazo de Renato Cesarini. No obstante, la labor del tano al mando del equipo había sido grandiosa, obrando en un River que no saldría campeón durante unos años desde el último título en 1938, pero que ultimadamente dio paso al despliegue de fútbol que fue La Máquina.
El objetivo principal, a pesar de la fuerte baja de Moreno, era el de recuperar el nivel y salir campeón, evitando un posible tricampeonato del clásico rival. Para ello se contó con Alberto Gallo, quien ya había sido asiduo titular el año anterior, pero esta vez poseyó la temporada completa para demostrar su nivel.

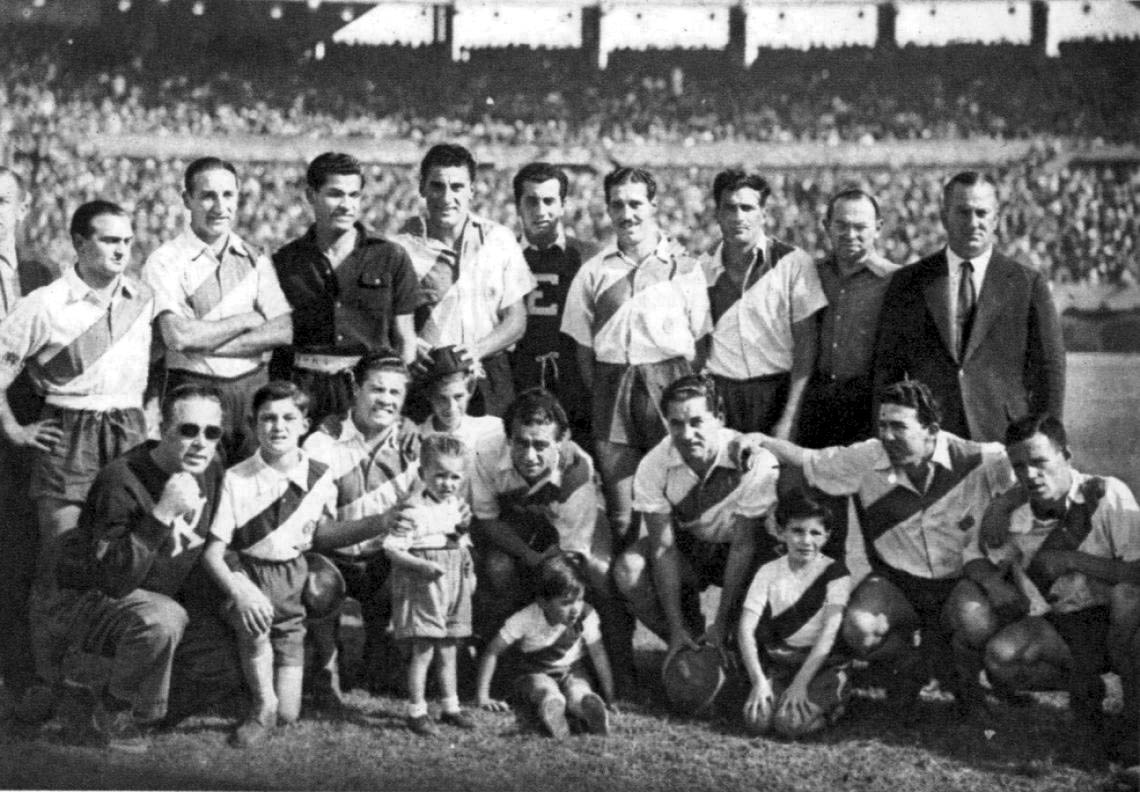
Alineación de un partido en 1945. Yácono, Vaghi, José Eusebio Soriano, Néstor Rossi, Ramos y Eduardo Rodríguez; Deambrossi, Gallo, Pedernera, Labruna, Loustau.

Sumado a Joaquín Martínez y Deambrossi, que reemplazarían de vez en cuando a Muñoz, River se consagra campeón del torneo con cuatro puntos de ventaja sobre Boca, y con Labruna como máximo goleador del certamen.
Durante la disputa del mismo, en River se darían dos debuts de jugadores para la historia: el del portero Amadeo Carrizo, y el mediocentro Néstor Rossi. El entonces futuro legendario arquero debutaría un 6 de mayo ante Independiente, en un triunfo 2-1 de visitante, y el histórico centrojás, en una victoria dos a cero frente a Racing Club, un 10 de junio.
Debido a la obtención del título de liga, River nuevamente accede a una final de Copa Aldao, esta vez frente a Peñarol. El millonario, comandado en ambos partidos por Labruna, quien marcó los cinco goles de la serie, cierra el año con una nueva consagración al vencer 5-3 en el global.
En aquel año también se le acuñó al equipo el apodo de «Los caballeros de la angustia», dado que muchas veces no definían en partido hasta poco antes de que se diera por terminado. Hay tres posiciones al respecto del origen del mote: una rezaba que "la angustia era de sus rivales"; otra fue que "la angustia se producía en la afición al ver que pasaba el tiempo y River no liquidaba el pleito"; y la última versión indica que "la angustia estaba ocasionada en la dificultad para definir los partidos". Su juego completo caracterizó a este equipo en el que jugaban, tocaban, desbordaban y volvían para atrás para jugar con la pelota. Entonces, la gente y los periodistas se impacientaban, y provocaba que se refirieran así a aquel equipo.

### 1946: Grandes cambios
Ya en 1946 las cosas no serían similares: River tendría una temporada irregular, quedando tercero en el Campeonato de aquel año, tras cinco torneos consecutivos manteniéndose entre los dos primeros puestos.

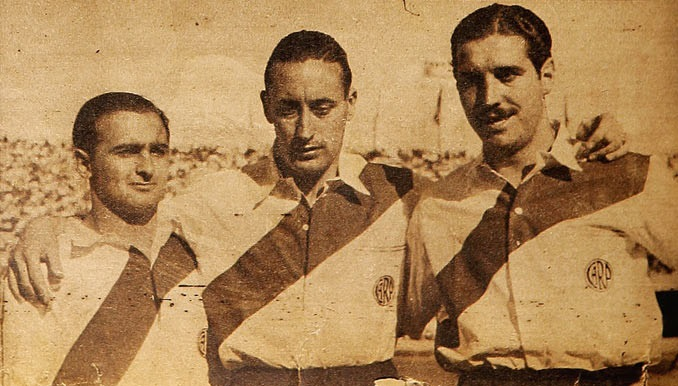
Yácono, Rodolfi y Ramos en 1941.

La Máquina cerraría otros 18 encuentros para la historia, con dos títulos y dos subcampeonatos, aunque frente a otro de los grandes equipos de la época, Boca Juniors, nunca jugaron todos juntos. Hubo jugadores importantes, como Norberto Yácono, Bruno Rodolfi o José Ramos integrando el mediocampo, pero en la delantera alternaron con la formación principal Antonio Báez y Roberto Coll.
Tras la disputa de aquel certamen, Peucelle renuncia a su cargo como entrenador, y se produce la ida de Adolfo Pedernera a Atlanta, club que paga el monto más alto por un traspaso en la historia del fútbol argentino hasta ese entonces (140.000 pesos). También cerraría su etapa en el club el histórico Aristóbulo Deambrossi, quien partía también a este mencionado club.

##### Partidos de la delantera (Muñoz, Moreno, Pedernera, Labruna y Loustau)
| #     | Fecha                    | Competición     | Rival                   | Estadio             | Resultado | Goles                          |
| ----- | ------------------------ | --------------- | ----------------------- | ------------------- | --------- | ------------------------------ |
| 1     | 28 de junio de 1942      | Campeonato 1942 | Platense                | Monumental          | 1-0       | Moreno                         |
| 2     | 9 de mayo de 1943        | Campeonato 1943 | Atlanta                 | Chacarita Juniors   | 1-3       | Pedernera                      |
| 3     | 13 de junio de 1943      | Campeonato 1943 | Ferro                   | Monumental          | 3-1       | Pedernera (2), Labruna         |
| 4     | 31 de octubre de 1943    | Campeonato 1943 | Racing Club             | Monumental          | 5-0       | Moreno, Labruna (3), Pedernera |
| 5     | 7 de noviembre de 1943   | Campeonato 1943 | Rosario Central         | Gigante de Arroyito | 1-1       | Labruna                        |
| 6     | 14 de noviembre de 1943  | Campeonato 1943 | Chacarita Juniors       | Monumental          | 3-0       | Loustau (2), Labruna           |
| 7     | 21 de noviembre de 1943  | Campeonato 1943 | San Lorenzo             | El Gasómetro        | 1-1       | Muñoz                          |
| 8     | 16 de abril de 1944      | Campeonato 1944 | Independiente           | La Doble Visera     | 2-2       | Loustau, Moreno                |
| 9     | 4 de junio de 1944       | Campeonato 1944 | Racing Club             | Monumental          | 5-1       | Labruna (4), Moreno            |
| 10    | 11 de junio de 1944      | Campeonato 1944 | Ferro                   | Ricardo Etcheverri  | 1-1       | Muñoz                          |
| 11    | 18 de junio de 1944      | Campeonato 1944 | Chacarita Juniors       | Monumental          | 1-0       | Moreno                         |
| 12    | 25 de junio de 1944      | Campeonato 1944 | Vélez Sarsfield         | José Amalfitani     | 2-1       | Loustau, Moreno                |
| 13    | 2 de julio de 1944       | Campeonato 1944 | San Lorenzo             | Monumental          | 2-1       | Labruna, Pedernera             |
| 14    | 11 de agosto de 1946     | Campeonato 1946 | Chacarita Juniors       | Monumental          | 2-1       | Loustau, Pedernera             |
| 15    | 8 de septiembre de 1946  | Campeonato 1946 | Estudiantes de La Plata | Jorge Luis Hirschi  | 1-0       | Loustau                        |
| 16    | 29 de septiembre de 1946 | Campeonato 1946 | Ferro                   | Monumental          | 4-1       | Moreno (2), Labruna, Pedernera |
| 17    | 10 de noviembre de 1946  | Campeonato 1946 | Lanús                   | Monumental          | 1-2       | Moreno                         |
| 18    | 17 de noviembre de 1946  | Campeonato 1946 | Huracán                 | El Gasómetro        | 2-2       | Labruna (2)                    |
| Total | Total                    | Total           | Total                   | Total               | +9        | +20                            |

### La delantera «eléctrica»
Tras este suceso, River se encomienda la tarea obligatoria de encontrar un sustituto al gran comandante de aquel equipo, y encuentra la respuesta en sus inferiores.
Alfredo Di Stéfano, quien ya había debutado en River un 15 de julio de 1945 por liga ante Huracán, es el elegido por el flamante nuevo entrenador José María Minella para ocupar el centro de la delantera. Su buen paso a préstamo por aquel mismo club, denotándose como el goleador del equipo con diez tantos en 25 partidos, llevaron a que junto con Hugo Reyes, wing proveniente de Racing, se acoplasen en la línea atacante junto a José Manuel Moreno —ya en las filas millonarias tras su paso por México—, Labruna y Loustau.

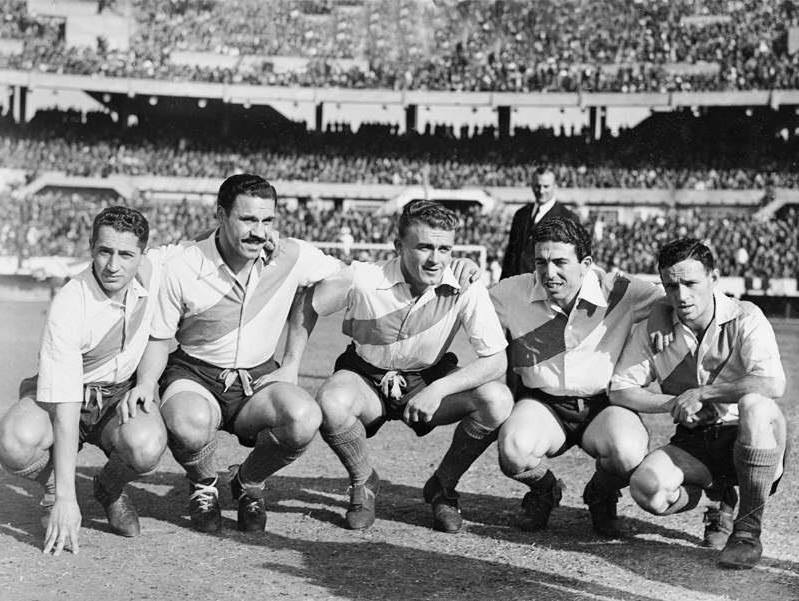
La Eléctrica, de izquierda a derecha: Reyes, Moreno, Di Stéfano, Labruna y Loustau.

Este nuevo grupo, el cual mantiene la base del reconocido equipo que inició el ciclo en 1941, conformó con estos nombres una nueva delantera, denominada «La Eléctrica».

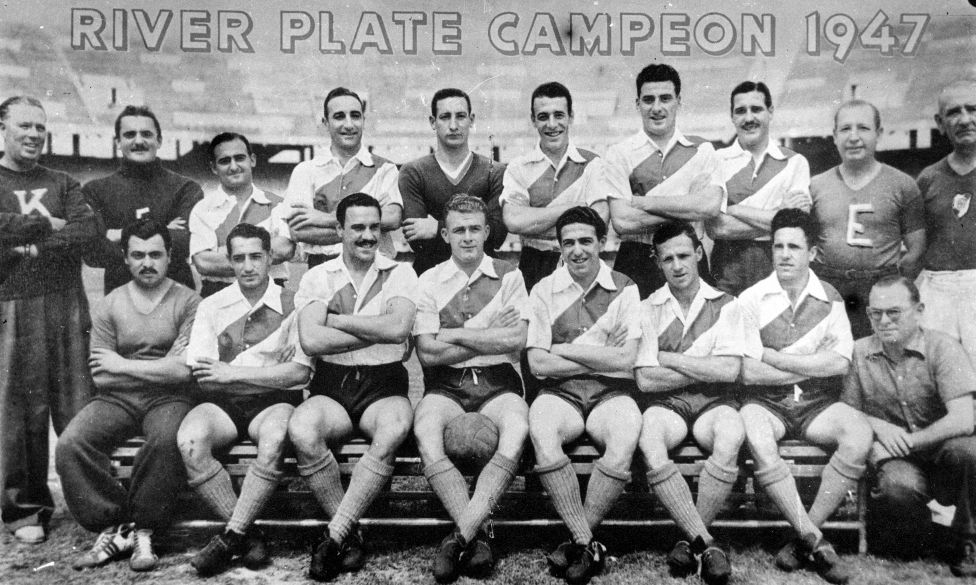
Plantel de River en 1947: Yácono, Vaghi, Héctor Grisetti, Ferreyra, Rossi, Ramos y José Maria Minella (DT); Reyes, Moreno, Di Stéfano, Labruna, Loustau y Francisco Rodríguez.

Di Stéfano fue el máximo goleador de aquella temporada en la liga: con 27 goles en 30 partidos, eclipsó a Ángel Labruna en la tabla de goleadores de River, y a René Pontoni en el listado global de anotadores. El conjunto riverplatense ganó el campeonato de punta a punta, con seis de diferencia por sobre su seguidor más próximo, Boca Juniors.
Cerrando el año, La Máquina disputa su último torneo: la Copa Aldao de aquella temporada, ante Nacional. El millonario vence en ambos partidos, 4-3 como visitante en el Centenario, y 3-1 en Argentina. Se lucirían con un triplete Labruna en la ida y Reyes en la vuelta, y la Saeta Rubia marcaría el gol restante, cerrando esta etapa de la historia de River Plate.

## Adelantados a su tiempo

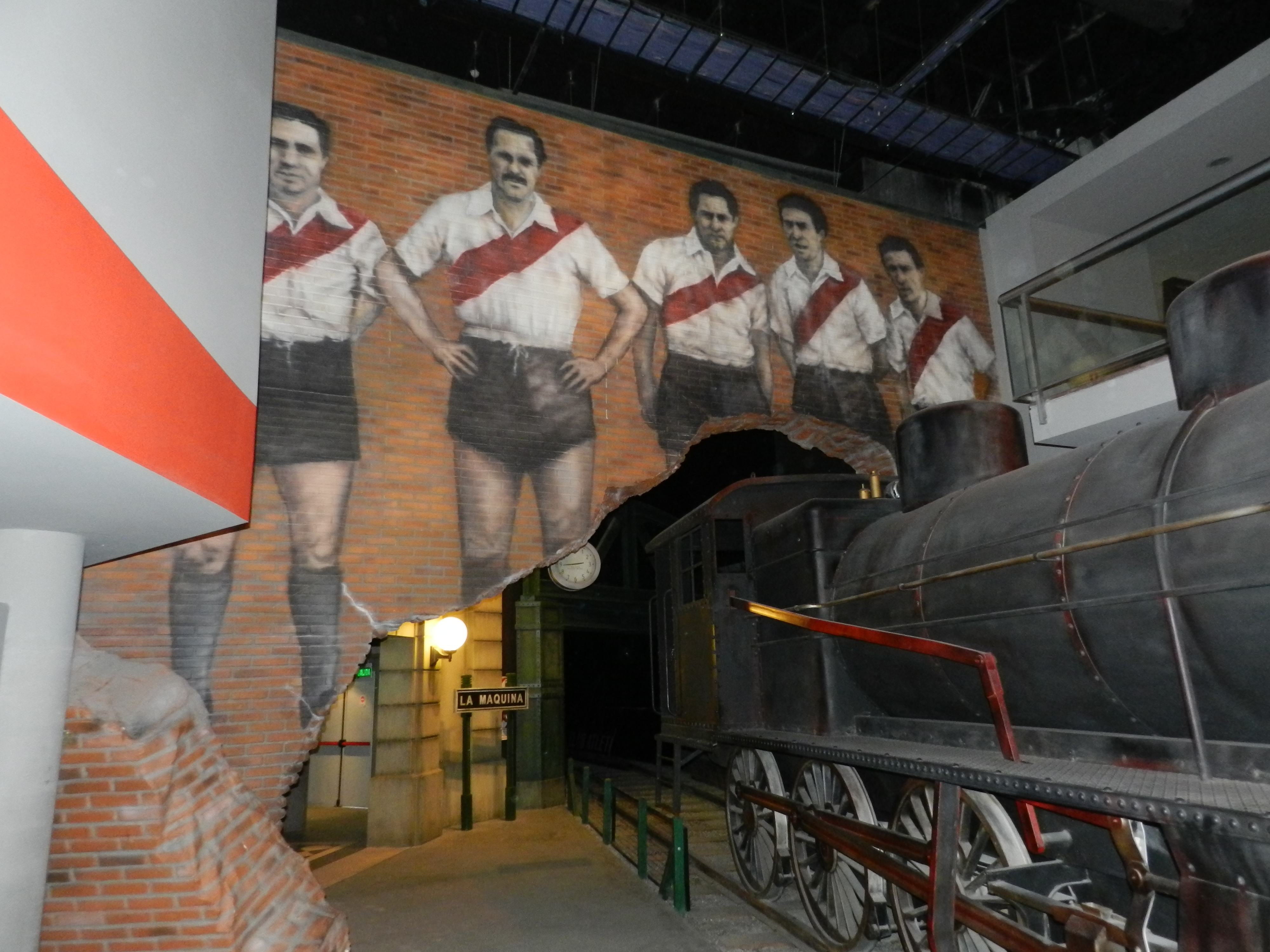
Exhibición en el Museo River Plate que rinde homenaje a La Máquina.

Si por algo se magnificó aquel conjunto además de por el espectáculo y la calidad de sus futbolistas, fue por la movilidad de los mismos y es que los defensas rivales no sabían cómo contrarrestar a un equipo con tanta movilidad en sus posiciones, de repente el wing derecho pasaba al izquierdo o Pedernera dejaba su sitio a Moreno y viceversa para sorprender y ‘matar’ al rival, con un equipo que jugaba de memoria y la tocaba de forma mágica. Por ello se considera a aquel equipo uno de los antecesores del “fútbol total” practicado por la “Naranja Mecánica”, como se apodaba a la Selección neerlandesa de Johan Cruyff en el Mundial de Alemania 1974. El periodista Pedro Uzquiza, que mucho conocía de la cuestión, decía que ya en los años cuarenta La Máquina de River ofrecía los primeros indicios: "Ocupaba los espacios con la misma movilidad y voluntad de ataque que luego lo harían los holandeses".
Durante los años 30 y 40 Argentina tuvo su era dorada en el fútbol, logrando los Campeonato Sudamericanos de 1937, 1941, 1945, 1946 y 1947 a nivel selección, y conformando equipos con legendarias delanteras como el Independiente 37-38 (Villariño, De la Mata, Erico, Sastre y Zorrilla), el Boca Juniors 43-44 (Boyé, Corcuera, Sarlanga, Varela y Sánchez), el San Lorenzo de 1946 (Imbelloni, Farro, Pontoni, Martino y Silva), llamado "Terceto de Oro" por la calidad de sus delanteros centrales, que tuvo una exitosa gira por España, o el Racing Club que apareció a finales de los 40' (Salvini, Méndez, Bravo, Simes y Sued). Sin embargo, ningún club o selección tuvo más trascendencia que La Máquina.
En 1941 logró conquistar todos los títulos en juego: La Primera División de Argentina, la Copa Escobar, la Copa Ibarguren y la Copa Aldao o Copa Rioplatense venciendo a Nacional de Montevideo. Al año siguiente irrumpe como titular Félix Loustau en lugar de Deambrossi, conformándose así la delantera más famosa, y River Plate repite el torneo Argentino, coronándose campeón en un accidentado Superclásico jugado en la Bombonera, y la Copa Ibarguren. Ya sin José Manuel Moreno, quien emigró a México, volvería a ganar el torneo Argentino y la Copa Aldao en 1945, esta vez ante Peñarol.
Era tal la magnitud de aquel equipo que Ernesto Lazzatti, medio centro de Boca y por entonces máximo ídolo del club de la Ribera, dijo en una ocasión: ""Uno juega contra La Máquina con toda la intención de ganarle, pero como gustador del fútbol a veces preferiría quedarme en la tribuna viéndola jugar". Precisamente contra Boca Juniors, La Máquina tuvo notables actuaciones, recordándose particularmente las dos goleadas en menos de un año logradas el 19 de octubre de 1941 (5-1) y el 19 de agosto de 1942 (4-0), ambas en el Estadio Monumental.
Ya en 1947 “La Máquina” había quedado para la historia como la mejor delantera del fútbol argentino y de la misma solo quedaban Moreno, Loustau y Labruna, que dejaron en esa temporada otra delantera para la historia, la formada por: Reyes, Moreno, Di Stéfano, Labruna y Loustau. Todo ello en una temporada en la que Alfredo Di Stéfano anotó 27 goles. Sin embargo, el estilo de juego había cambiado a uno más directo y veloz, con Moreno como lanzador alimentando el sistema de "doble punta de lanza" conformado por Di Stéfano y Labruna. 

## Jugadores extranjeros
River Plate era considerado el mejor equipo del continente y llegaron grandes exponentes del fútbol extranjero a las filas del equipo. Uno de los primeros en llegar fue el peruano 
Jorge Alcalde considerado de los mejores delanteros de la historia de su país. Otros destacado en este equipo fue su compatriota José Eusebio Soriano, considerado también como uno de los más grandes porteros de la historia del Perú y de la historia de River. Asimismo destacó Ascanio Cortés, que muchas décadas hasta los 60s, fue considerado el mejor defensa de la historia de su país en Chile. Por último, desde 1939 hasta 1941 pasó por River Plate el gran futbolista español Leonardo Cilaurren, quien venía precedido de una gran campaña en Europa, siendo incluido en el equipo de estrellas del mundial de 1934. River Plate y su Máquina se transformaban por entonces, en un paradigma futbolístico a nivel mundial.

## Influencia mundial
Aparte de los ya mencionado cinco grandes de La Máquina y otros grandes delanteros, cabe mencionar que por aquella época pasaron por el equipo de River jugadores de la talla de Néstor Rául Rossi, Amadeo Carrizo, Alfredo Di Stéfano y Roberto Coll, entre otros, quienes fueron formados en River y posteriormente exportaron su experiencia al extranjero, haciendo de este equipo un importante semillero y base intelectual de muchos otros estilos de fútbol y formas de jugar a través de la historia, irradiando su influencia en Colombia con Millonarios, en Chile con Universidad Católica, en España con Real Madrid, en México en el Real Club España y América, y muchos más en el tiempo. 

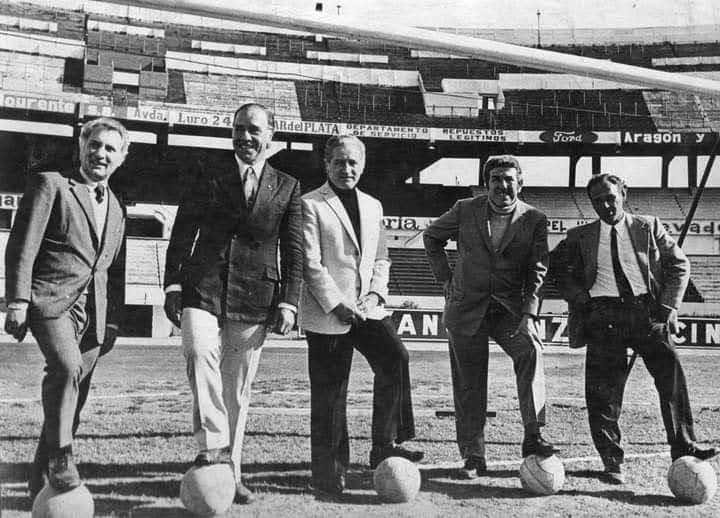
La delantera de La Máquina en 1975.

Di Stéfano siempre se sintió maravillado por La Máquina. Durante una entrevista con El Gráfico en el año 2009 le preguntaron quien fue el mejor jugador que vio en su vida: "Muñoz, Moreno, Pedernera, Labruna y Loustau. De ahí sacá el que quieras", fue su respuesta.

## Palmarés (1941-1947)
| N.º | Título | Título                       | Sede                                        | Año  |
| --- | ------ | ---------------------------- | ------------------------------------------- | ---- |
| 1   |        | Primera División             | Argentina                                   | 1941 |
| 2   |        | Copa Adrián C. Escobar       | Argentina                                   | 1941 |
| 3   |        | Copa Doctor Carlos Ibarguren | Argentina                                   | 1941 |
| 4   |        | Copa Aldao                   | Buenos Aires, Argentina Montevideo, Uruguay | 1941 |
| 5   |        | Primera División             | Argentina                                   | 1942 |
| 6   |        | Copa Doctor Carlos Ibarguren | Argentina                                   | 1942 |
| 7   |        | Primera División             | Argentina                                   | 1945 |
| 8   |        | Copa Aldao                   | Montevideo, Uruguay Buenos Aires, Argentina | 1945 |
| 9   |        | Primera División             | Argentina                                   | 1947 |
| 10  |        | Copa Aldao                   | Montevideo, Uruguay Buenos Aires, Argentina | 1947 |